# Хіміч Андрій Іванович
Хіміч Андрій Іванович (* 14 грудня 1937, село Макіївка Варвинського району Чернігівської області) — український спортсмен з веслування на каное.

## З життєпису
Заслужений майстер спорту (1964), заслужений тренер УРСР (1966).
Олімпійський чемпіон (Токіо, 1964) на каное-двійці на дистанції 1000 метрів. Чемпіон Європи (1961, 1965), чемпіон СРСР (1961—1966) у складі різних екіпажів на різні дистанції.
Протягом 1956—1959 рр. навчався у Черкаському державному педагогічному інституті на факультеті фізичного виховання. Тут Андрій Іванович вперше зіткнувся з веслуванням на байдарках і каное, а в 1959 році став чемпіоном України, виборовши звання майстра спорту СРСР.
У серпні 1959 року після закінчення інституту отримав направлення на роботу в Черкаську ДЮСШ міськвно.
Брав участь у літніх олімпійських іграх у Римі (1960).
У 1962 р. А. І. Хіміча переводять у Центральну Раду ДСТ «Авангард», де він працює тренером із греблі. У 1966 р. присвоєно звання заслуженого тренера України. У 1967 р. А. І. Хіміча переводять у штат Республіканського Союзу Спортивних товариств і організацій. З 1967 до 1973 року він працює тренером збірної команди СРСР з веслування на байдарках і каное при комітеті фізичної культури і спорту УРСР. У січні 1973 р. призначають директором Черкаської спеціалізованої ДЮСШ з веслування на байдарках і каное ДСТ «Авангард». У 1975 році Андрій Хіміч за контрактом на 3 роки разом із сім'єю їде до Болгарії. Там він працює тренером збірної команди веслувальників на каное, готує їх до 21 Олімпійських ігор 1976 року в Монреалі. За розвиток спорту і Олімпійського руху в Болгарії Андрій Іванович був відзначений медаллю «За особливі заслуги». Повернувшись, він продовжує працювати директором ДСЮШ з веслування ДСТ «Авангард» у м. Черкаси. У жовтні 1985 року переїздить до Чорнобая Черкаської області, де починає працювати тренером секції з веслування при колгоспі «Заповіт Ілліча». Досягнувши пенсійного віку, А. І. Хіміч знаходиться на заслуженому відпочинку.
За досягнення у спорті був нагороджений медалями «За трудову доблесть» (1964), та «За трудовое отличие» (1965).
У 2020 році присвоєно звання почесного громадянина Черкаської області.